# Tricellula curvata
Tricellula curvata är en svampart som beskrevs av Haskins 1958. Tricellula curvata ingår i släktet Tricellula, divisionen sporsäcksvampar och riket svampar.   Inga underarter finns listade i Catalogue of Life.